# Steatocranus mpozoensis
Espèce
Statut de conservation UICN

 DD  : Données insuffisantes
Steatocranus mpozoensis est une espèce de poissons d'eau douce de la famille des Cichlidae.

## Répartition
Steatocranus mpozoensis est endémique de république démocratique du Congo où elle n'est connue que de la Mpozo dans les environs de Matadi.

## Description
Steatocranus mpozoensis peut mesurer jusqu'à 55 mm, queue non comprise. Cette espèce se rencontre dans les eaux vives et forme des couples qui se reproduisent dans des cavités.

## Systématique
Le nom valide complet (avec auteur) de ce taxon est Steatocranus mpozoensis Roberts (d) & Stewart (d), 1976,.

## Étymologie
Son épithète spécifique, composée de mpozo et du suffixe latin -ensis, « qui vit dans, qui habite », lui a été donnée en référence à la Mpozo (république démocratique du Congo), la rivière où a été capturé l'holotype de cette espèce.

## Publication originale
- (en) Tyson R. Roberts et Donald J. Stewart, « An ecological and systematic survey of fishes in the rapids of the lower Zaïre or Congo River », Bulletin of the Museum of Comparative Zoology, Cambridge (Massachusetts), vol. 147, no 6,‎ 12 février 1976, p. 239-317 (ISSN 0027-4100, lire en ligne, consulté le 19 août 2023).